# فيليسيتي ووترمان
فيليسيتي ووترمان (بالإنجليزية: Felicity Waterman)‏ هي ممثلة بريطانية، ولدت في عقد 1960.

## أعمال

### أفلام
- موت قاسي 2[4][5][6]

## وصلات خارجية
- فيليسيتي ووترمان على موقع IMDb (الإنجليزية)
- فيليسيتي ووترمان على موقع ألو سيني (الفرنسية)
- فيليسيتي ووترمان على موقع أول موفي (الإنجليزية)
- فيليسيتي ووترمان على موقع قاعدة بيانات الفيلم (الإنجليزية)